# Supercool
Supercool är en finsk-amerikansk actionkomedifilm från 2021 i regi av Teppo Airaksinen och med manus skrivet av Olli Haikka. I rollerna syns bland annat Jake Short, Miles J. Harvey och Madison Davenport. 
Supercool hade sin första officiella premiär på San Francisco International Film Festival (SFIFF) i San Francisco den 9 april 2021. Den hade senare även premiär i Finland den 11 februari 2022.

## Rollista
- Jake Short – Neil
- Miles J. Harvey – Gilbert
- Madison Davenport – Summer
- Odessa A'zion – Jaclyn
- Iliza Shlesinger – Victoria
- Damon Wayans Jr. – Jimmy
- Peter Moses – Justin
- Jonathan Kite – Uber-chaufför
- Kira Kosarin – Ava
- Will Meyers – Chad
- Greg Cromer – Konstapel Shepherd
- Luis Fernandez-Gil – Konstapel Ramirez